# Jan Hanuš Máchal
Jan Hanuš Máchal, född 25 oktober 1855 i Nové Dvory, död 3 november 1939 i Prag, var en tjeckisk litteraturhistoriker. 
Máchal var professor i slavisk litteratur vid Prags tjeckiska universitet. Han skrev, förutom studier över slaviska författare (bland andra František Ladislav Čelakovský, Pavel Josef Šafařík, Aleksandr Pusjkin och Lev Tolstoj), en bibliografisk översikt över de slaviska litteraturerna 1848–98 (Dějiny literatur slovanských, 1898) och över den moderna tjeckiska romanen (O ćeském románu novodobém, 1902). 
Bland Máchals många studier om slavisk folkpoesi märks Nákres slovanského bájesloví (Om slavisk mytologi, 1891), Úvod ve studium ruskych bylín (Om ryska byliner, samma år) och O bohatyrském epose slovanském (Om slavernas folkepik, 1894).